# Charles Andrianasoavina
Charles Andrianasoavina – madagaskarski pułkownik, przywódca wojskowego buntu z 17 listopada 2010. 

## Życiorys
Pułkownik Charles Andrianasoavina był jednym z głównych sprzymierzeńców Andry'ego Rajoeliny, byłego mera Antananarywy w marcu 2009. Rajoelinie, dzięki poparciu ze strony wojska, udało się 17 marca 2009 zmusić do rezygnacji ze stanowiska prezydenta Marca Ravalomananę i samemu objąć władzę w państwie. Andrianasoavina był w wówczas jednym z oficerów, którzy najmocniej popierali Rajoelinę, grożąc w przeciwnym razie użyciem broni palnej, w tym własnego karabinu AK-47. Po objęciu rządów przez nowego prezydenta został mianowany jednym z dwóch dowódców Specjalnych Sił Interwencyjnych. W marcu 2010 znalazł się na liście madagaskarskich dygnitarzy objętych sankcjami przez Unię Afrykańską. 
W marcu 2010 został mianowany dowódcą brygady policji górniczej, odpowiedzialnej za nadzorowanie wdrażania prawodawstwa w przemyśle wydobywczym. Był również członkiem Rady Administracyjnej państwowego przedsiębiorstwa energetycznego Jirama. 
17 listopada 2010, w dniu organizacji na Madagaskarze referendum konstytucyjnego, stanął na czele grupy oficerów, ogłaszając przejęcie władzy w kraju. Przebywając w koszarach na przedmieściach stolicy ogłosił powstanie "wojskowej rady na rzecz dobrobytu".